# روز شووا

روز شووا (به ژاپنی: 昭和の日 Shōwa no Hi) تولد امپراتور هیروهیتو در ۲۹ آوریل و یک روز تعطیل عمومی در ژاپن است.
این روز همچنین سالروز اعلام رأی دادگاه نظامی بین‌المللی شرق آسیا مبنی بر اعدام نخست‌وزیر ژاپن هیدکی توجو پس از پایان جنگ جهانی دوم است.